# 我想有个家 (小品)
我想有个家为赵本山和黄晓娟两人于1992年中国中央电视台春节联欢晚会上所表演的一段小品。

## 相关
作品所说的是赵英俊(赵本山饰)在离婚后找不到女伴因此来到电视台征婚，后到电视台征婚前因为心理紧张于是录制不了。不料，他在电视台碰见了同他有一样毛病的女人，于是他们两个互相帮助对方克服难题。当最终录制的时候，他们突然发现他们两个人是最好的伴侣。